# Heterotropus sudanensis
Heterotropus sudanensis är en tvåvingeart som beskrevs av Becker 1922. Heterotropus sudanensis ingår i släktet Heterotropus och familjen svävflugor. Inga underarter finns listade i Catalogue of Life.